# Ère Jōwa (Nanboku-chō)
Pour les articles homonymes, voir Ère Jōwa.
L'ère Jōwa (貞和) est une des ères du Japon ou nengō promulguée par la plus puissante du point de vue militaire des deux cours impériales rivales durant l'époque Nanboku-chō (南北朝時代, nanbokuchō jidai). Cette nengō suit l'ère Kōei et précède l'ère Kan'ō. Elle couvre la période allant du mois d'octobre 1345 au mois de février 1350. L'empereur siégeant à Kyoto est Kōmyō (光明天皇, Kōmyō-tennō). Le rival à la Cour du Sud de Go-Kōgon durant cette même période est l'empereur Go-Murakami (後村上天皇, Go-Murakami-tennō).

## Contexte de l'ère Nanboku-chō

Les sièges impériaux durant l'époque Nanboku-chō sont relativement proches l'un de l'autre mais géographiquement distincts. Ils sont conventionnellement identifiés ainsi :
Capitale du nord : Kyoto
Capitale du sud : Yoshino.

Au cours de l'ère Meiji, un décret impérial daté du 3 mars 1911 établit que les monarques régnants légitimes de cette époque sont les descendants directs de l'empereur Go-Daigo par l'empereur Go-Murakami dont la Cour du Sud a été établie en exil à Yoshino, près de Nara.
Jusqu'à la fin de l'époque d'Edo, les empereurs usurpateurs (en supériorité militaire) et  soutenus par le shogun Ashikaga sont erronément inclus dans les chronologies impériales  en dépit du fait incontestable que les insignes impériaux ne sont pas en leur possession.
Cette Cour du Nord illégitime est établie à Kyoto par Ashikaga Takauji.

## Changement d'ère
- 1345, aussi nommée Jōwa gannen (貞和元年?) : Le nom de la nouvelle ère est créé pour marquer un événement ou une succession d'événements. La précédente ère se termine quand commence la nouvelle, en Kōei 2.

Durant la même période, les ères Kōkoku (1340-1346) et Shōhei (1346-1370) sont les nengō équivalents pour la Cour du Sud.

## Événements de l'ère Jōwa
- 1346 (Jōwa 2, 2e mois) : Le kampaku Takatsukasa Morohira est relevé de ses devoirs et est remplacé par Nijō Yoshimoto[4].
- 1347 (Jōwa 3, 9e month) : Nijō Yoshimoto est démis de ses hautes fonctions de Kampaku et se voit à la place donner le titre et les responsabilités de sadaijin[4].
- 1349 (Jōwa 5) : L'empereur Go-Murakami s'enfuit à A'no; Ashikaga Tadayoshi et Kō no Moronao s'opposent ; Ashikaga Motouji, fils de Takauji, est nommé Kanrei Kamakura[5].

| Jōwa      | 1re  | 2e   | 3e   | 4e   | 5e   | 6e   |
| Grégorien | 1345 | 1346 | 1347 | 1348 | 1349 | 1350 |